# من خان هستم
من خان هستم (به انگلیسی:My Name Is Khan) فیلمی آمریکایی به کارگردانی کاران جوهر است. این فیلم درام و عاشقانه است و در ۱۲ فوریهٔ ۲۰۱۰ اکران شده‌است.
این فیلم با هنرپیشگی شاهرخ خان و کاجول، دو هنرپیشهٔ مطرح سینمای هالیوود ساخته شده‌است و برای ساخت آن، هالیوود و بیش از پنج شرکت سینمایی همکاری کرده‌اند که از بارزترین آن‌ها کمپانی فاکس قرن بیستم را می‌توان نام برد.
این فیلم جایزه فیلم فیر برای بهترین بازیگر مرد، بهترین بازیگر زن و بهترین کارگردان را از جوایز فیلم فیر ازآنِ خود کرد. نام من خان است، در سه هفتهٔ اول، در بیش از ۱۱۹ سینما در ایالات متحدهٔ آمریکا و کانادا اکران شد. در ۱۷ روزِ نخست، ۳٬۶۳۵٬۰۰۰ دلار فروش داشته که رکورد جدیدی برای بالیوود به‌شمار می‌آید. شعار این فیلم این جمله است: «آقای رئیس‌جمهور، اسم من خان است، و من تروریست نیستم.»

## داستان
من خان هستم، داستان پسر مسلمانی به نام رضوان خان (شاهرخ خان) اهل منطقهٔ بندر بوریویلا از بمبئی هند است که با دختری هندو به نام مندیرا (کاجول) در سانفرانسیسکو ازدواج می‌کند، اما پس از رخدادهای یازده سپتامبر، او به اشتباه به‌عنوان یک تروریست تحت پیگرد قرار می‌گیرد. او، که به‌دنبال اثبات بی‌گناهی خود است، سعی در دیدار با جرج بوش، رئیس‌جمهور آمریکا دارد…
نکته جالب در رابطه با این فیلم این است که شاهرخ خان در پی سفر خود به آمریکا و برخورد غیرمنتظره پلیس فرودگاه با او به دلیل مسلمان بودنش، خود درخواست ساخت همچین فیلمی را می‌دهد.